# Libia en los Juegos Paralímpicos de París 2024
Libia estuvo representada en los Juegos Paralímpicos de París 2024 por dos deportistas femeninas. El equipo paralímpico libio no obtuvo ninguna medalla en estos Juegos.